# Meikleour Cross

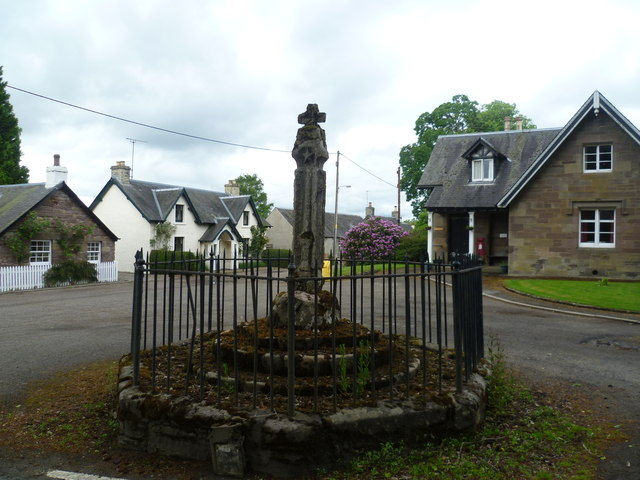
Meikleour Cross

Das Meikleour Cross ist ein Marktkreuz in der schottischen Ortschaft Meikleour in der Council Area Perth and Kinross. 1971 wurde das Bauwerk in die schottischen Denkmallisten in der höchsten Denkmalkategorie A aufgenommen. Des Weiteren ist es zusammen mit mehreren umliegenden Gebäuden Teil eines Denkmalensembles der Kategorie B. Eine ehemalige zusätzliche Einstufung als Scheduled Monument wurde 2016 aufgehoben.

## Beschreibung
Das Marktkreuz von Meiklour steht auf einem kleinen Platz im Zentrum der kleinen Ortschaft an deren Hauptstraße (A984). Das Meikleour Cross ruht auf einer oktogonalen Plinthe, deren Rand ein später hinzugefügtes Eisengeländer einfasst. Auf der Plinthe ruhen gestuft zwei runde Steinplatten, welche den Sockel für das Marktkreuz bilden. Bei diesem handelt es sich um einen komplex ausgestalteten Schaft, der von einem kleinen Postament mit graviertem Kreuz aufragt. Der Schaft des Meikleour Cross ist mit Kreuzen und Sternen ausgestaltet. Das Bauwerk trägt das Baujahr 1698.